# Ornithospila avicularia
Ornithospila avicularia là một loài bướm đêm trong họ Geometridae.